# Elezioni parlamentari in Belgio del 1961
Le elezioni parlamentari in Belgio del 1961 si tennero il 26 marzo per il rinnovo del Parlamento federale (Camera dei rappresentanti e Senato). In seguito all'esito elettorale, Théodore Lefèvre, espressione del Partito Social-Cristiano/Partito Popolare Cristiano, divenne Primo ministro.

## Risultati

### Camera dei rappresentanti
| Liste                                               | Voti      | %     | Seggi |
| --------------------------------------------------- | --------- | ----- | ----- |
| Partito Social-Cristiano/Partito Popolare Cristiano | 2 182 642 | 41,46 | 96    |
| Partito Socialista Belga                            | 1 933 424 | 36,72 | 84    |
| Partito Liberale                                    | 649 376   | 12,33 | 20    |
| Unione Popolare                                     | 182 407   | 3,46  | 5     |
| Partito Comunista del Belgio                        | 162 238   | 3,08  | 5     |
| Raggruppamento Nazionale                            | 42 450    | 0,81  | 1     |
| Partito Indipendente                                | 33 174    | 0,63  | 1     |
| Unione Nazionale degli Indipendenti                 | 12 252    | 0,23  | –     |
| Altri <0,10%                                        | 67 062    | 1,27  | –     |
| Totale                                              | 5 265 025 | 100   | 212   |

### Senato
| Liste                                               | Voti      | %     | Seggi |
| --------------------------------------------------- | --------- | ----- | ----- |
| Partito Social-Cristiano/Partito Popolare Cristiano | 2 200 323 | 42,26 | 47    |
| Partito Socialista Belga (PSB/BSP)                  | 1 924 605 | 36,97 | 45    |
| Partito Liberale                                    | 637 922   | 12,25 | 11    |
| Partito Comunista del Belgio                        | 163 576   | 3,14  | 1     |
| Unione Popolare                                     | 159 096   | 3,06  | 2     |
| Movimento Nazionale                                 | 26 211    | 0,50  | –     |
| Partito Indipendente                                | 21 421    | 0,41  | –     |
| Unione Nazionale degli Indipendenti                 | 13 284    | 0,26  | –     |
| Afgescheurde Liberalen                              | 7 711     | 0,15  | –     |
| Raggruppamento Nazionale                            | 5 425     | 0,10  | –     |
| Partito Nazionale                                   | 4 457     | 0,09  | –     |
| Partito di Unità Vallone                            | 3 478     | 0,07  | –     |
| Blocco Francofono                                   | 1 947     | 0,04  | –     |
| Indipendenti                                        | 36 646    | 0,70  | –     |
| Totale                                              | 5 206 102 | 100   | 106   |